# Доктор Манхэттен
Доктор Манхэттен (англ. Dr. Manhattan) — персонаж из комиксов американского издательства DC Comics, впервые появившийся в мини-серии «Хранители» (1986—1987). Доктор Манхэттен был создан писателем Аланом Муром и художником Дэйвом Гиббонсом; его прообразом послужил Капитан Атом из более старых серий DC Comics. В соответствии с рассказанной в «Хранителях» историей происхождения персонажа, Доктор Манхэттен был американским физиком по имени Джонатан Остерман (англ. Jonathan Osterman). В 1959 году во время эксперимента со «связующими полями» тело Остермана распалось на мельчайшие частицы, но он продолжил существовать вне времени и смог собрать своё тело заново. В «Хранителях» Доктор Манхэттен является единственным персонажем, наделённым почти божественными суперсилами; правительство США использовало его как супероружие в Холодной войне. Тем не менее Доктор Манхэттен как постчеловек теряет интерес к человеческим страстям и делам. В экранизации 2009 года роль Доктора Манхэттена исполнил Билли Крудап.

## История

### Биография
Джонатан Остерман родился в 1929 году. Его отец был часовщиком, и Джон планировал пойти по его стопам. Когда отец Джонатана увидел в газете статью о бомбардировке Хиросимы, он столкнулся с неоспоримыми фактами теории относительности и решил, что занятие ремонтом часов устарело. Будущее было за ядерной физикой. По этой причине он остановил обучение сына часовому делу и отправил изучать физику.
В 1958 году Джонатан получил ученую степень в области физики. В мае 1959 года он начал работать в исследовательском центре Гила Флэтс. Здесь он встречает научную сотрудницу Джени Слейтер, в которую влюбляется.
В августе 1959 года, разыскивая свои часы, он случайно попал в испытательную капсулу лаборатории. В испытательной капсуле исчез его естественный облик, Джонатан был разложен на субатомные частицы. В течение ноября 1959 года частицы, из которых состоял Джонатан, стали медленно собираться вместе и к 22 ноября полностью воссоединились.
В честь Манхэттенского проекта Джонатану дали имя Доктор Манхэттен. В последующие годы Доктор Манхэттен работал борцом с преступностью, что, по мнению Пентагона, должно было хорошо отразиться на его имидже.
В 1971 году президент Никсон попросил доктора Манхэттена вступить во Вьетнамскую войну. Доктор Манхэттен выиграл войну для Никсона в течение одной недели.

### История Доктора Манхэттена
После отхода от Watchmen вселенной Манхэттен был осведомлён о DC Universe, наполнился надеждой внутри человечества и отправился туда, чтобы найти место среди этих людей и начать новую жизнь. Но в какой-то момент его видения показали ему гонку вооружений среди мета-людей, которая вызвала приближающуюся «третью мировую войну», которая привела Манхэттена к конфронтации с Суперменом, а затем он увидел «ничего». Это открытие побудило Манхэттена изменить основную временную шкалу Вселенной DC, чтобы исправить трещины, вызванные несколькими Кризисами в Мультивселенной. Однако эти действия не привели бы к ожидаемому результату, который привел бы к созданию The New 52.
Во время событий Флэшпоинта Манхэттен ввёл Пандору в заблуждение, убедив Барри Аллена объединить три отдельные временные шкалы (Вселенная DC, Вселенная Wildstorm и некоторые заголовки Vertigo) для создания Земли-Прайм. Слияние позволяет ему стереть десять лет из перевёрнутой вселенной, что не только меняет возраст её жителей на десять лет, но также вызывает множественное воскрешение нескольких умерших персонажей.
В новой шкале Манхэттен предотвращает последний мастер Совета Вечных от раскрытия Пандора, как открыть форму черепа окна, и убивает человека-совы и Метрона после прежних попыток получить доступ к секретам вселенной. Однако Конвергенция, вызванная Брэйниаком и Телосом, восстановила Мультивселенную, вернув временную шкалу, существовавшую до Флэшпоинта.
Доктор Манхэттен использовал Абра Кадабру, чтобы заманить Уолли Уэста в ловушку Силы Скорости, и эта модификация временной шкалы также вызвала удаление других спидстеров, таких как Джесси Квик, Барт Аллен, Джей Гаррик и Макс Меркьюри, из истории и попадание в ловушку Силы Скорости. Однако Уолли Уэст был спасен Барри, тем самым инициировав события DC Rebirth. Затем доктор Манхэттен убивает Пандору после того, как понимает, что он был ответственным за все грехи, в которых она была обвинена. Барри и Бэтмен позже начали расследование неизвестной силы, стоящей за этими изменениями, узнав от Лилит Клэй, что «Манхэттен» был важной мыслью Кадабры, когда он взял на себя ответственность за удаление Уолли из истории.
Эобард Тоун нападает на Бэтмена, когда он изучает окровавленную кнопку — смайлик, оставленную встроенной в стену Бэтпещеры. Когда Тоун поднимает кнопку, он ненадолго телепортируется прочь, возвращаясь с левой половиной своего тела, обугленной до костей. Незадолго до его смерти; он утверждает, что видел «Бога». Используя космическую беговую дорожку для погони за излучением, исходящим от кнопки в потоке времени, Бэтмен и Барри обнаруживают Тоуна, когда он пытался достичь «Бога». Достигнув невидимой фигуры, Тоун усилил свою способность существовать как парадокс, прежде чем он был испарен Манхэттеном, оставив только кнопку. Некоторое время спустя Манхэттен поднимает кнопку, вспоминая свой диалог с Лори.
Манхэттен ставит Брюса Уэйна в контакте с Флэшпоинтом Томаса Уэйна, который рассказывает своему сыну, чтобы не стать Бэтменом до его «смерти» и уничтожение последнего срока из Флэшпоинта, побудило Брюса не реагировать на Бэт-сигнал следующей ночью. Манхэттен также спасает Джор-Эла от разрушения Криптона, прежде чем заставляет его видеть только самое худшее из человечества. Джор-Эл принимает на себя личность мистера Оз и пытается убедить своего сына Кал-Эла, или Супермена, чтобы покинуть Землю. Однако, когда Джор-Эл начинает понимать, что он слишком сильно давил на своего сына, его отталкивают. Супермен признает предупреждения Джор-Эла, даже если он отвергает его мизантропию.
Во время событий Герои из Кризиса Бэтмен подозревает, что резня в Санктуарии может быть связана с действиями Манхэттена. Эта теория позже оказалась частично верной, так как Уолли вступает в контакт с креслом Мебиуса Метрона, что дает ему часть полномочий Манхэттена.

## Силы и способности
Джонатан управляет материей на квантовом уровне. Это позволяет перемещать частицы с помощью телепортации.
Также к его способностям можно отнести:
- Вневременное (с точки зрения его восприятия времени) существование
- Возможность реструктурировать себя после удаления из своего собственного поля энергии и материи
- Левитация
- Сверхчеловеческая сила
- Телекинез
- Неосязаемость
- Предвидение (если ему не мешают тахионы)
- Телепортация. В New 52 телепортация помогла для спасения Джор-Эла.
- Неуязвимость
- Возможность перестраивать атомы вещества в другом порядке для создания или изменения предметов
- Локальное (внутривселенское) всезнание

## Вне комиксов
Фильм
В фильме Зака Снайдера «Хранители» роль Доктора Манхэттена с помощью технологии захвата движения исполнил Билли Крудап. В компьютерной модели были использованы пропорции тела Грега Плитта.
Сериал
В телесериале от HBO «Хранители» роль Доктора Манхэттена исполнил Яхья Абдул-Матин II.
Телевидение
- В 14 эпизоде 4 сезона мультсериала «Робоцып» был спародирован тот факт, что Доктор Манхэттен часто появлялся обнажённым.
- В 12 эпизоде 9 сезона мультсериала «Робоцып» — та же история и всезнание.

## Создание персонажа
Прототипом Доктора Манхэттена (также как и других супергероев из «Хранителей») стали персонажи «Charlton Comics», в данном случае Капитан Атом, ставший потом персонажем вселенной «DC Comics».

## Цитаты
"Мой отец был часовщиком. Он бросил свое ремесло, когда Эйнштейн открыл относительность времени."
"Все мы марионетки, Лори. Я тоже марионетка, просто вижу нити, на которые подвешен."
"Чудеса — события, которых практически не может случиться, как кислород стать золотом. Я мечтал увидеть такое событие, но, когда оно состоялось, я его не заметил. Мириады клеток борются за право сотворить новую жизнь из поколения в поколение. И, наконец, происходит. Твоя мать влюбляется. В Эдварда Блэйка — Комедианта, которого имеет все основания ненавидеть. И из этого противоречия, вопреки вероятности, возникает жизнь. Это Ты. И только Ты. Неповторимая. Выделить столь особую форму из всего этого хаоса. Это как сделать из кислорода золото. Чудо."
"Я устал от Земли. Люди. Мне надоело путаться в хитросплетениях их жизней. Они утверждают, что трудятся, чтобы построить рай. Но их рай населен кошмарами. Возможно, мир никто и не создает. Возможно, никто ничего не создает. Часы без часовщика."
"Я бы сказал, что эти символические часы столь же полезны для интеллекта, как фотография кислорода для утопающего!"
"Не оправдываю. Не осуждаю. Я понимаю."
"Понятие чуда по определению бессмысленно. Случается лишь то, что может случиться."
"Слишком поздно. Всегда было, всегда будет."
"Я убедился, что существование жизни — слишком переоцененный феномен."